# Rayo Vallecano de Madrid "B"
El Rayo Vallecano "B" es el equipo filial del Rayo Vallecano. Actualmente milita en el Grupo VII de la  Tercera división de España.
Actualmente juega en el Grupo VII de la Tercera división de España, cuarta categoría del fútbol español.
A diferencia de otras Ligas europeas y mundiales de fútbol, en España la regulación y normativas que afecta a los equipos filiales permiten que estos puedan actuar como clubes profesionales a todos los efectos —pudiendo competir en el mismo sistema de Liga que el resto de equipos—, en vez de jugar una Liga separada de equipos filiales. El Rayo Vallecano de Madrid B no puede ascender a una categoría superior o igual del fútbol español a la del primer equipo, siendo esta la Primera División.
Históricamente siempre actuó como un club de fútbol más dentro de la Real Federación Española de Fútbol (RFEF) —y por lo tanto con los mismos derechos que cualquier otro— en cuanto a las competiciones a disputar, en el año 1991 la Federación llevó a efecto un cambio en sus estatutos que afectó directamente a dichos equipos "B" o filiales. Desde ese momento se impidió la participación de estos equipos en la Copa del Rey
Desde el 2010, el Rayo Vallecano de Madrid "B" disputa sus partidos como local en la ciudad deportiva Fundación Rayo Vallecano.

## Historia
El filial del Rayo Vallecano nació en 1973 con la intención de formar una cantera de jugadores para el Rayo y fomentar el deporte base en Vallecas.
El equipo llegó a Tercera División en la temporada 1988-89, y desde entonces ha permanecido en la misma categoría de forma ininterrumpida, manteniendo posiciones intermedias en la tabla. Hasta que en la temporada 09/10, después de una temporada increíble, y gracias a un gol de Borja García en el último minuto de descuento ante el Hospitalet en la fase de ascenso a Segunda B, se logró el 1-1 final que daría paso a una cita histórica para la cantera del Rayo Vallecano de Madrid S.A.D. logrando el ascenso de su filial a la Segunda División B del fútbol español. Su principal función es servir de cantera para el primer equipo y forjar nuevos jugadores.

## Estadio
El equipo filial juega sus partidos en la ciudad deportiva del Rayo Vallecano, concretamente en el campo 5 (césped natural), dicha ciudad deportiva (llamada cariñosamente por los vallecanos como "la city") se sitúa en Villa de Vallecas, dicho campo número 5, tiene una capacidad aproximada de 800 personas en su totalidad.

### Estadios históricos
- Estadio de Vallehermoso (1973-1976).
- Nuevo Estadio de Vallecas / Estadio Teresa Rivero (1976-2003).
- Campo de Fútbol Municipal Virgen de la Torre (2003-2010).

## Datos del club
- Temporadas en 1ª:0
- Temporadas en 2ª: 0
- Temporadas en 2ªB: 4 (2010-11 a 2012-13 y 2014-15)
  - Debut en Segunda División B: 2010-11
  - Puesto actual en la Clasificación histórica de 2ª División B de España: 199
  - Mejor puesto en la liga en 2ªB: 6.ª (temporada 2010-11)
  - Peor puesto en la liga en 2ªB: 19.ª (temporada 2012-13)
- Temporadas en 3ª: 29 (incluida temporada 2020-21)
  - Debut en 3ª: 1988-89
- Puesto actual en la Clasificación histórica de 3ª División de España: 125
  - Mejor puesto en 3ª: 1.ª (Tercera división española temporada 2009-10)

## Trayectoria histórica
```
La 
Segunda División B
 fue introducida en 1977 como categoría intermedia entre la 
Segunda División
 y la 
Tercera División
.
```

## Organigrama deportivo

### Plantilla y Cuerpo Técnico 2024-25
- Como exigen las normas de la RFEF desde la temporada 2019-20 en 2.ªB y desde la 2020-21 para 3.ª, los jugadores de la primera plantilla deberán llevar los dorsales del 1 al 22, reservándose los números 1 y 13 para los porteros y el 25 para un eventual tercer portero. Los dorsales 23, 24 y del 26 en adelante serán para los futbolistas del juvenil, y también serán fijos y nominales.[4]
- En 1.ª y 2.ª desde la temporada 1995-96 los jugadores con dorsales superiores al 25 son, a todos los efectos, jugadores del filial y como tales, podrán compaginar partidos con el primer y segundo equipo. Como exigen las normas de la Liga Nacional de Fútbol Profesional, los jugadores de la primera plantilla deberán llevar los dorsales del 1 al 25. Del 26 en adelante serán jugadores del equipo filial.
- Los equipos españoles están limitados a tener en la plantilla un máximo de tres jugadores sin pasaporte de la Unión Europea. La lista incluye solo la principal nacionalidad de cada jugador.La lista incluye sólo la principal nacionalidad de cada jugador. Algunos de los jugadores no europeos tienen doble nacionalidad de algún país de la UE:

## Jugadores

### Exjugadores
Pasaron por las filas del Rayo Vallecano de Madrid "B" jugadores como:marcos gilabert ribero

## Palmarés

### Trofeos nacionales
- Tercera División española (1) 2009-10

### Trofeos regionales
- Copa R.F.E.F. de la Comunidad de Madrid (4) 2005-06, 2006-07, 2008-09, 2011-12

### Trofeos amistosos
- Trofeo Virgen de la Bella (1) 1994
- Trofeo de Ferias de El Provencio (1) 2004
- Trofeo de Villalba (1) 2007
- Trofeo La Campiña de Marchamalo (1) 2007
- Trofeo de la Ciudad del Fútbol de las Rozas (1) 2008
- Trofeo Virgen de la Antigua (1) 2009
- Trofeo Virgen de Peñarroya (1) 2009
- Trofeo Memorial José Antonio Hernández Guzmán (1) 2012

#### Premios y condecoraciones
- Premio del Fútbol Modesto (1) 2010
- Premio Iniciativa Deportiva de Madrid (1) 2010